# Duarte Manuel de Andrade Albuquerque de Bettencourt
Duarte Manuel de Andrade Albuquerque de Bettencourt, mais conhecido por Duarte Manuel de Andrade Albuquerque (Ponta Delgada, Matriz (hoje São Sebastião), 24 de Janeiro/8 de Setembro de 1890 - Ponta Delgada, São Sebastião, 14 de Novembro de 1950) foi um político português.

## Biografia
Filho de Duarte de Andrade Albuquerque de Bettencourt, 1.º Conde de Albuquerque, e de sua mulher e prima-irmã Maria Ana de Andrade Albuquerque de Bettencourt, sobrinho por afinidade de Francisco Pereira Lopes de Bettencourt Ataíde e bisneto do 1.º Visconde da Praia.
Fidalgo Cavaleiro da Casa Real, foi Bacharel formado em Direito pela Faculdade de Direito da Universidade de Coimbra, tendo desempenhado por mais de uma vez as funções de Presidente da Junta Geral do Distrito Autónomo de Ponta Delgada e Presidente da Câmara Municipal de Ponta Delgada, etc.
Tem uma Rua com o seu nome em Ponta Delgada.
Se houvesse Monarquia seria Representante do Título de Conde de Albuquerque.
Casou em Ponta Delgada, Livramento, a 24 de Janeiro de 1914 com Francisca Ermelinda Botelho Riley da Câmara Moreira da Mota ou Riley da Mota (Mirandela, Mirandela, 6 de Janeiro de 1889 - Ponta Delgada, São Sebastião, 26 de Novembro de 1949), filha de Dinis Moreira da Mota e de sua mulher Maria Margarida Botelho Riley, da qual teve um único filho.